# Języki chiquito
Języki chiquito – rodzina języków należących do fyli makro-ge, obejmująca prawdopodobnie wymarłe już języki autochtoniczne Boliwii.

## Klasyfikacja
- język chiquito
- język churapa
- język penoki